# 北海道大麻高等学校
北海道大麻高等学校（ほっかいどうおおあさこうとうがっこう、Hokkaido Ohasa High School）は、北海道江別市大麻ひかり町に所在する道立高等学校。

## 概要
- 進学・躾・部活動を教育の三本柱に掲げており、あいさつができる、時間を守る、清楚な服装や頭髪などの基本的生活習慣に関しての指導を徹底している[1]。
- 藍染の濃い色、ロイヤルブルーをスクールカラーとしている[2]。出藍の誉という言葉と、イギリス王家の色としてイギリスの伝統色となっていることを意識して制定された[2]。
- 制服は女子がセーラー服で男子が学ランであったが、2022年度入学生から男女共に夏はポロシャツ、冬はブレザーとなった。[要出典]。

## 沿革
1981年2月、北海道教育委員会において、大麻に高等学校の設置を決定した。1983年5月に校舎建築第一期工事の土木工事が着工した。10月、札幌啓成高等学校内に（仮称）北海道江別地区高等学校開校準備室を設置し、新設校の制服が決定した。11月、北海道教育委員会で開校予定の昭和59年度公立高校適正配置計画を決定し、12月に学校設置条例の一部改正により、学校名が決定した。1984年3月、校舎第一期工事が完了し、新校舎が完成、4月に「北海道大麻高等学校」が開校した。1985年3月に校舎第二期工事完成、8月に校舎第二期工事完成。1986年10月に校舎完成を祝し、校舎落成式記念式典が挙行された。その後はグランドやテニスコートなどが完成。1998年3月に第二体育館、11月にテニスコート4面と弓道練習場が完成した。1999年7月18日正午ごろ、学校祭「麻高祭」最終日に校舎3階で火災が発生し、生徒や教諭や事務員の8人が、手に火傷したり煙を吸うなどをし、救急搬送される事態となった。
年表
- 1981年（昭和56年）- 設置決定[3]。
- 1983年（昭和58年）- 開校準備室を設置、制服・校名決定[3]。
- 1984年（昭和59年）- 校舎第一期工事完成、北海道大麻高等学校が開校[3]。
- 1985年（昭和60年）- 校歌制定（作詞：盛田昌宏、作曲：鈴木隆夫[注 1]）、校舎第二期・第三期工事完成[3]。
- 1987年（昭和62年）- グランド・テニスコート3面完成[3]。
- 1988年（昭和63年）- プール・外構工事完成[3]。
- 1990年（平成2年）- 北海道体力づくり最優秀校賞を受賞[5]
- 1997年（平成9年）- 防災対策屋内体育館改修・施設整備工事完成[3]。
- 1998年（平成10年）- 第二体育館・テニスコート4面・弓道練習場完成[3]。
- 1999年（平成11年）- 学校祭最終日に普通教室の一部で火災発生[3]。
- 2009年（平成21年）- CALLシステムによる英語教育開始[3]。
- 2010年（平成22年）- 大規模改造第二期工事完成[3]。
- 2012年（平成24年）- 制服改定、単位制導入[6]。
- 2022年（令和4年）- 学校教育目標改定[3]。

## 教育目標
未来に向かって学び続け、持続可能な社会を創造する主体者の育成。
- 敬愛の精神をもって、他者と協同して主体的に行動する人間を育てる[7]。
- 向上心と探究心をもって、自ら意欲的に学び続ける人間を育てる[7]。
- 諦めない挑戦心をもって、心身を錬磨する逞しい人間を育てる[7]。

## 教育課程
- 全日制課程
  - 普通科

## 学校行事
学校行事は以下の通り。
- 4月 - 前期始業式、入学式
- 5月 -
- 6月 - 第1回定期考査、進研大学入学共通テスト模試（3年）
- 7月 - 麻高祭、ベネッセ総合学力テスト（1・2年）、進研総合学力記述模試（3年）、夏期講習、夏期休業
- 8月 - 第2回全統共通テスト模試（3年）、第2回全統記述模試（3年）
- 9月 - 第2回定期考査、体育大会、第1回ベネッセ駿台大学入学共通テスト（3年）、前期終業式
- 10月 - 第3回全統共通テスト模試（3年）、見学旅行（2年）、第2回ベネッセ駿台記述模試（3年）、第3回全統記述模試（3年）
- 11月 - ベネッセ総合学力テスト（1・2年）、第3回ベネッセ駿台大学入学共通テスト（3年）、第3回定期考査、全統プレ共通テスト（3年）
- 12月 - 冬期講習（1・2年）、ステップ基礎小論文（2年）、冬季講習、冬期休業
- 1月 - 全統共通テスト高2模試、ベネッセ総合学力テスト（1・2年次）
- 2月 - 第4回全統高1模試、進研大学入学共通テスト模試（2年次）、第4回定期考査
- 3月 - 卒業式、春期講習（1・2年）、終業式、年度末休業

## 部活動
全国大会のみ掲載。
運動部
- 男子バレーボール部
- 女子バレーボール部
- 男子バスケットボール部
- 女子バスケットボール部
- 男子バドミントン部
- 女子バドミントン部
- 男子テニス部
- 女子テニス部
- ラグビー部
- サッカー部
- 野球部
- ソフトボール部
- 陸上競技部
- 剣道部
- 空手道部
- 少林寺拳法部
  - 全国高等学校選抜少林寺拳法大会 出場（2022年[10]）
  - 全国高校総体少林寺拳法競技大会 出場（2023年[10]）
- 弓道部
- 卓球部
- チアリーディング部 - JAPANCUP2024 チアリーディング日本選手権大会 自由演技競技高等学校の部 フライデートーナメント出場（2024年[11]）
- 水泳部 - 全国大会（インターハイ）200M自由形 出場（2022年[12]）

文化部
- 吹奏楽部
  - 全日本吹奏楽コンクール 金賞1回、銀賞1回、銅賞1回[13]
  - 全日本アンサンブルコンテスト 金賞3回、銀賞5回、銅賞3回[13]
  - 高文連音楽発表大会 出場3回[13]
- 美術部 - 全国高等学校総合文化祭 出場（2014年）
- 書道部
- 写真部
- 文芸部
- 放送部
- 茶道部
- 華道部
- イラストデザイン部
- パソコン部
- 演劇部
  - 全国高等学校演劇大会 出場（2014年、2022年）、優秀賞（2014年[14]）
  - 春季全国高等学校演劇研究大会 出場（2016年、2018年）
  - 全国高等学校総合文化祭 演劇部門 文化庁長官賞（2014年[15]）
  - 25周年記念全国高等学校総合文化祭優秀校東京公演（2014年[16]）

- 合唱部
- ボランティア部

## 交通アクセス
鉄道
- JR函館本線「森林公園駅」西口より下車、徒歩13分。

バス
- 北海道中央バス 江別新さっぽろ線「3番通17丁目」停留所下車、徒歩2分。
- ジェイ・アール北海道バス
  - 空知線「3番通17丁目」停留所下車、徒歩2分。
  - 空知線「文教台入口」停留所下車、徒歩5分。
- 夕張鉄道バス 札幌線「文教台入口」停留所下車、徒歩5分。

## 著名な出身者
スポーツ
- 城宝匡史（プロバスケットボール選手）
- 鈴木豊（プロバスケットボール選手）
- 福田真生（プロバスケットボール選手）
- 早川太貴（プロ野球選手）

文化
- 千早茜（小説家）- 直木賞受賞[17][18]。
- 故永しほる（詩人）[要出典]

芸能
- 金田竜也（KALMA・ドラム担当）
- HIBIKILLA（レゲエ・ヒップホップミュージシャン）[要出典]
- 福原将宜（ギタリスト）[要出典]
- 武田英祐一（ミュージシャン）[要出典]